# 大阪学院大学
大阪学院大学（おおさかがくいんだいがく、英語: Osaka Gakuin University）は、大阪府吹田市岸部南2-36-1に本部を置く日本の私立大学。1940年創立、1963年大学設置。大学の略称は大院大（だいいんだい）、大院（だいいん）、また学生間では学院（がくいん）も使われる。。

## 概観

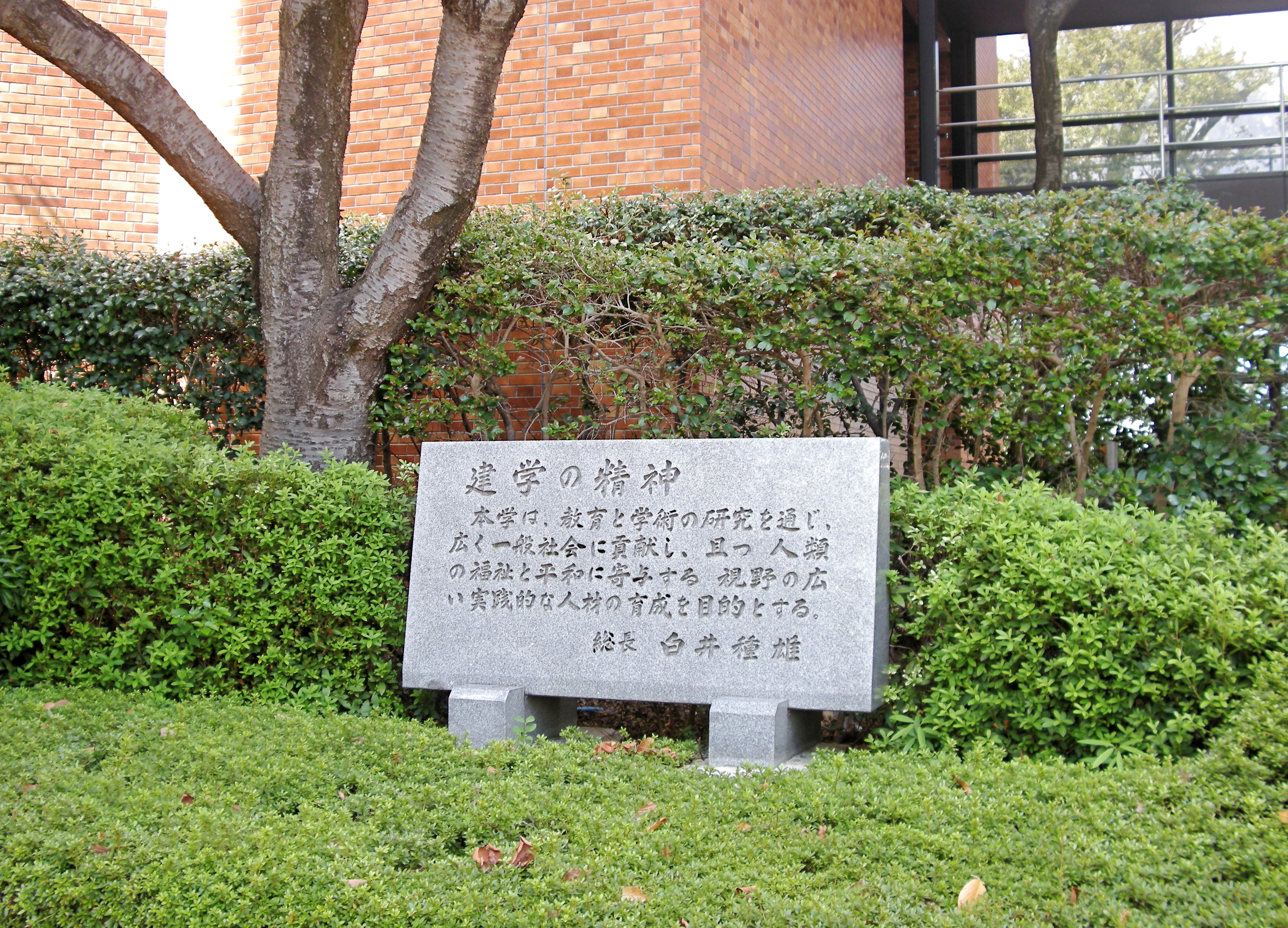
建学の精神碑

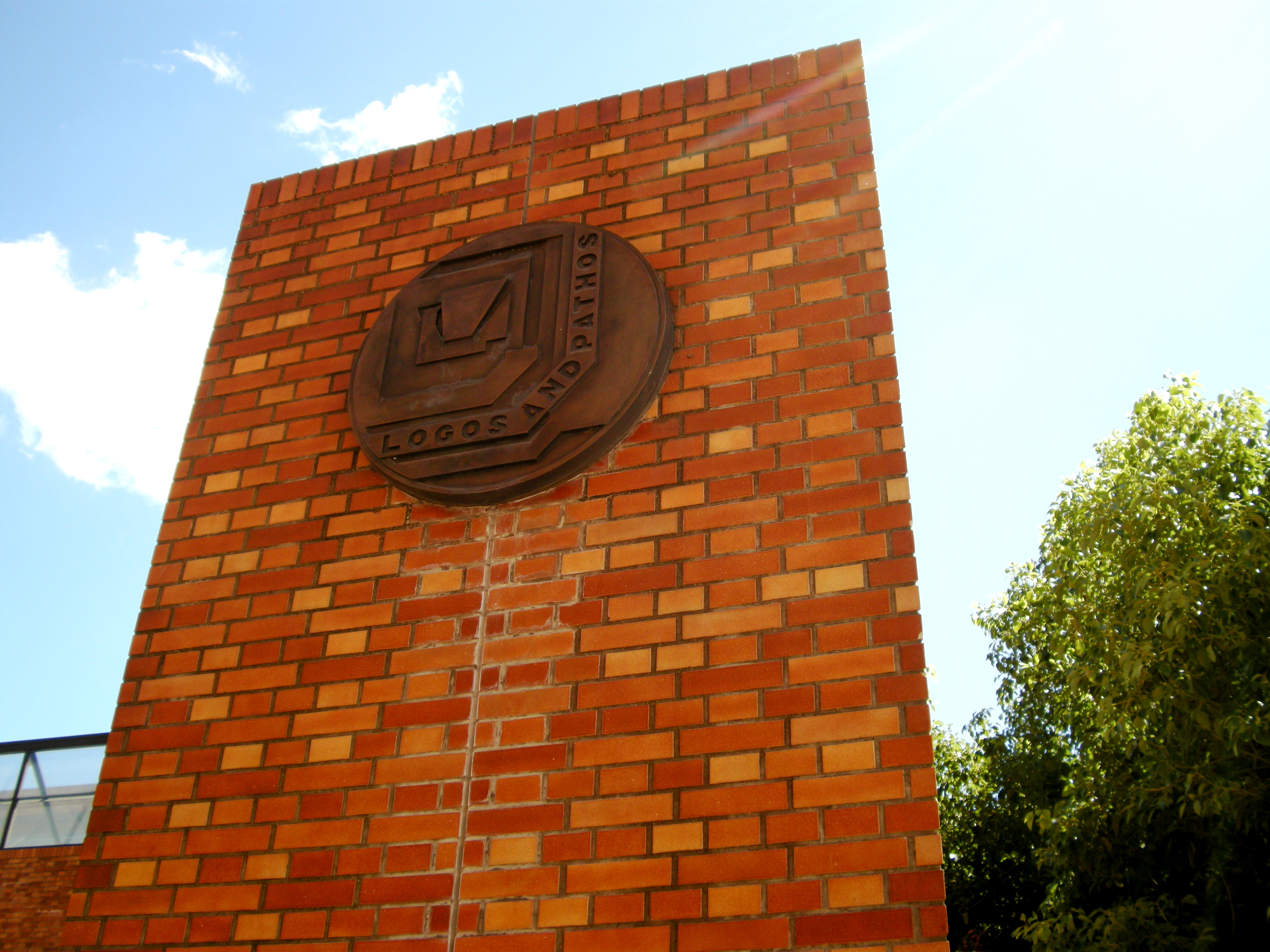
"Logos and Pathos"のレリーフ

### 大学全体
大阪学院大学の歴史は、1940年（昭和15年）初代総長の白井種雄が大阪天満宮（大阪市北区）の鳥居を望む町並みの一軒に、企業会計人の育成という当時としては画期的な目標の下に創設した経理専門学校として大阪で最も古い歴史を有する関西経理専門学校の前身、関西簿記研究所に始まる。こうした経緯からも、大阪学院大学は、ビジネス社会を担う実践的な人材育成を重視した教育を実施している。 商都・大阪の郊外である吹田市にキャンパスを構え、語学教育、情報教育など実践的な教育に力を入れ、近年では法科大学院の設置など時代の要請に対応すべく、変革を遂げている。 
現在は8学部9学科と短期大学部・通信教育部（商学部）、大学院は商学研究科、経済学研究科、法学研究科、国際学研究科、コンピュータサイエンス研究科からなり、それぞれの学部、研究科がその歴史と伝統に応じた研究と教育に携わっている。外国語学部・国際学部を有することから海外大学との交流も盛んで、ケンブリッジ大学やカリフォルニア大学ロサンゼルス校、復旦大学などの大学と提携している。

### 建学の精神（校訓・理念・学是）
大阪学院大学の建学の精神は「教育と学術の研究を通じ、広く一般社会に貢献し、且つ人類の福祉と平和に寄与する視野の広い実践的な人材の育成」である。また、「Logos And Pathos」（理性と情熱）をスローガンとしている。

## 沿革
学校法人大阪学院大学自体の詳細に関しては学校法人大阪学院大学を参照。

### 年表
- 1940年 - 関西簿記研究所を創設
- 1963年 - 大学設立（商学部商学科）
- 1964年 - 商学部に経営学科・経済学科増設
- 1967年 - 大学院修士課程開設（商学研究科）
- 1969年 - 大学院博士課程開設（商学研究科）
- 1970年 - 経済学部開設（経済学科）、通信教育部開設（商学部商学科）
- 1974年 - 法学部開設（法律学科）、外国語学部開設（英語学科・ドイツ語学科）。大学院修士課程に経済学研究科開設
- 1976年 - 大学院博士課程に経学研究科開設
- 1990年 - 国際学部開設（国際学科）
- 1994年 - 商学部商学科を流通科学部流通科学科に、商学部経営学科を経営科学部経営科学科に改組。大学院修士課程に国際学研究科開設
- 1995年 - 大学院修士課程に法学研究科開設
- 1996年 - 大学院博士課程に国際学研究科開設
- 1997年 - 大学院博士課程に法学研究科開設
- 2000年 - 情報学部開設（情報学科）、企業情報学部開設（企業情報学科）、法学部に法政策学科増設
- 2001年 - 通信教育部の商学部商学科を通信教育部流通科学部流通科学科に改称
- 2004年 - 大学院法務研究科（法科大学院）開設
- 2005年 - 大学院修士課程にコンピュータサイエンス研究科開設
- 2006年 - 法学部法律学科と同学部法政策学科を統合し、法学部法学科に
- 2008年 - 経営科学部経営科学科が経営学部経営学科に名称変更。経営学部にホスピタリティ経営学科を増設する
- 2013年 - 外国語学部ドイツ語学科を廃止。大学院法務研究科を募集停止。
- 2014年 - 流通科学部流通科学科を商学部商学科に改組・改称。企業情報学部を募集停止。
- 2020年 - 通信教育部の学生募集を停止

## 基礎データ

### 所在地
- キャンパス - 大阪府吹田市岸部南2-36-1

### 大学最寄り駅
- 阪急京都線 正雀駅
- 西日本旅客鉄道JR京都線 岸辺駅

### 象徴
- 不死永生の象徴であるフェニックス（不死鳥）をシンボルマークにしている。また、キャンパス内には初代総長の「大学発展の願い」を託したフェニックス（やし科の多年生植物）が数多く植えられている。

### 歌
- 学院歌 - 「おお 日が昇り」（作詞：喜多内十三造　作曲：團伊玖磨）
- 学歌 - 「浪華の里に」（作詞：久保田晴次　作曲：永井誠）
- 応援歌 - 「友よ」（作詞：阿久悠　作曲：宮川泰）
- 応援歌 - 「翔べ！ 勝利のフェニックス」（作詞：上田彰　作曲：橋本充）

### マスコットキャラクター
- フェニックスくん - フェニックス。不死永生の象徴である伝説上の鳥

## 教育

### 特色
- 学部の垣根を越えた柔軟なカリキュラムが採られている。
- DEP(Distance Education Program) - 遠隔授業を中心としたプログラムで、受講者はキャンパスの枠を超えて海外や国内の教員、また著名人などの講義を受講するなど、ITを活用した学習環境で授業を受講することができる。
- キャリア形成プログラム
  - 税理士・公認会計士コース
  - 国際協力活動コース
  - アントレプレナーコース
  - ポートフォリオマネジャーコース
- ホスピタリティ・マネジメント・プログラム - ホテルや旅館、航空、旅行業界はもちろん、ファッションや外食産業などの専門知識だけでなく、起業やマネジャーとして活躍できる能力を養うプログラム。現役のホテル総支配人による指導や300時間にも及ぶ実務型インターンシップなどを通じて、マネジャーとしての視点を養うことができるプログラム。
- 神戸親和大学通信教育部との協定により、通信教育で小学校教諭の免許が取得可能である。
- 大学コンソーシアム大阪の参加大学である。
- エクステンションセンターにおいては、53の資格講座、150の生涯学習講座を開講している。
- 理学療法士資格取得 - 本学系列の専修学校、関西医科専門学校にダブルスクールで通学することで、学費免除を受けながら短期間で資格取得を目指すことができる

## 学部
- 商学部
  - 商学科
    - マーケティング戦略コース
    - グローバル・ビジネスコース
    - 財務情報コース
- 経営学部
  - 経営学科
    - グローバル管理者養成コース
    - 経営管理者育成コース
    - 後継者育成コース
    - 起業家育成コース

  - ホスピタリティ経営学科
- 経済学部
  - 経済学科
    - 産業経済コース
    - 公共経済コース
    - スポーツ経済コース
    - グローバル・エコノミーコース
- 法学部
  - 法学科
    - 行政コース
    - 企業コース
    - 市民コース
- 外国語学部
  - 英語学科
    - 英語教育コース
    - 英語実践コース
- 国際学部
  - 国際学科
    - 国際協力コース
    - 国際理解コース
- 情報学部
  - 情報学科

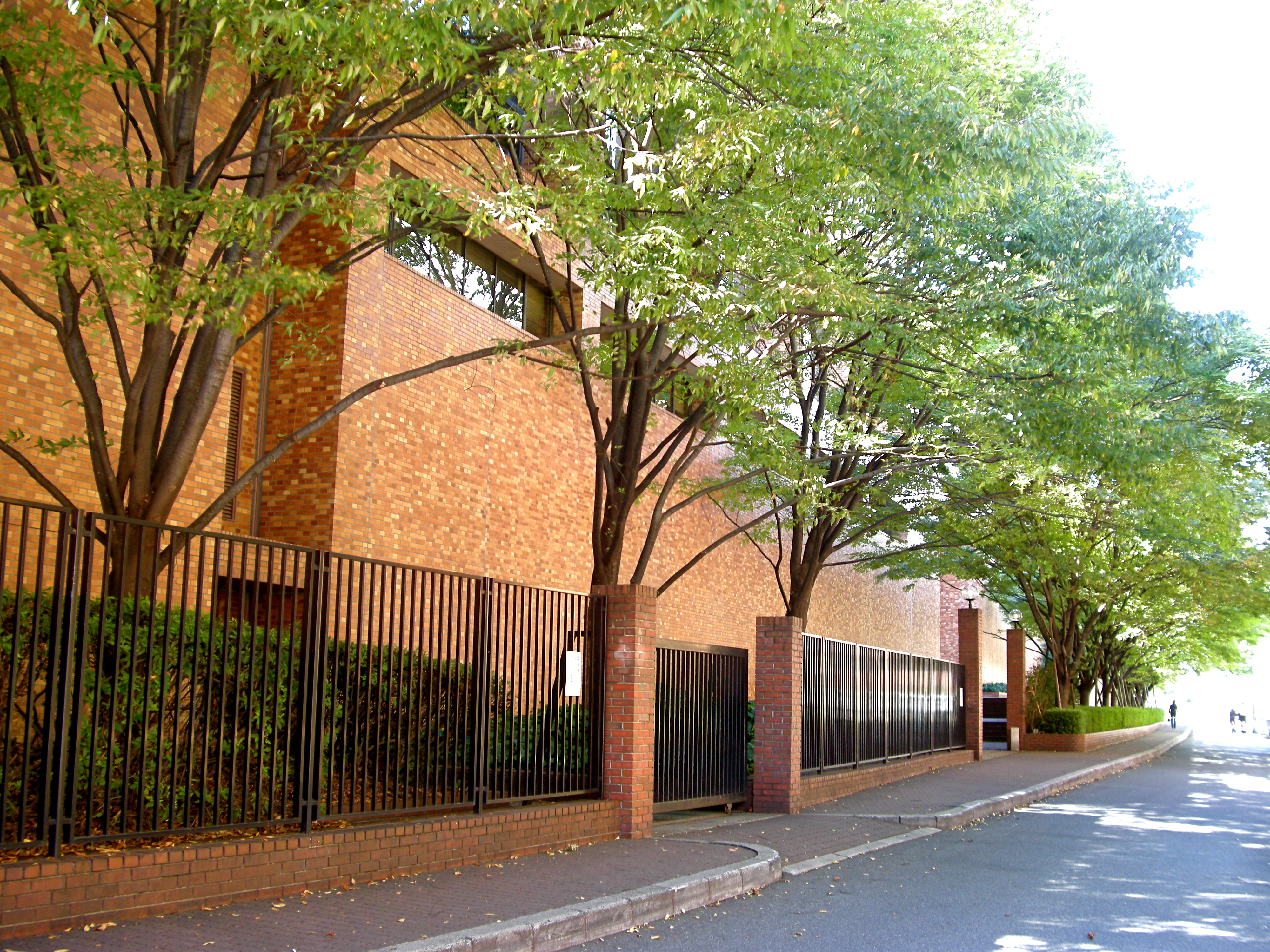
12号館ゲート付近

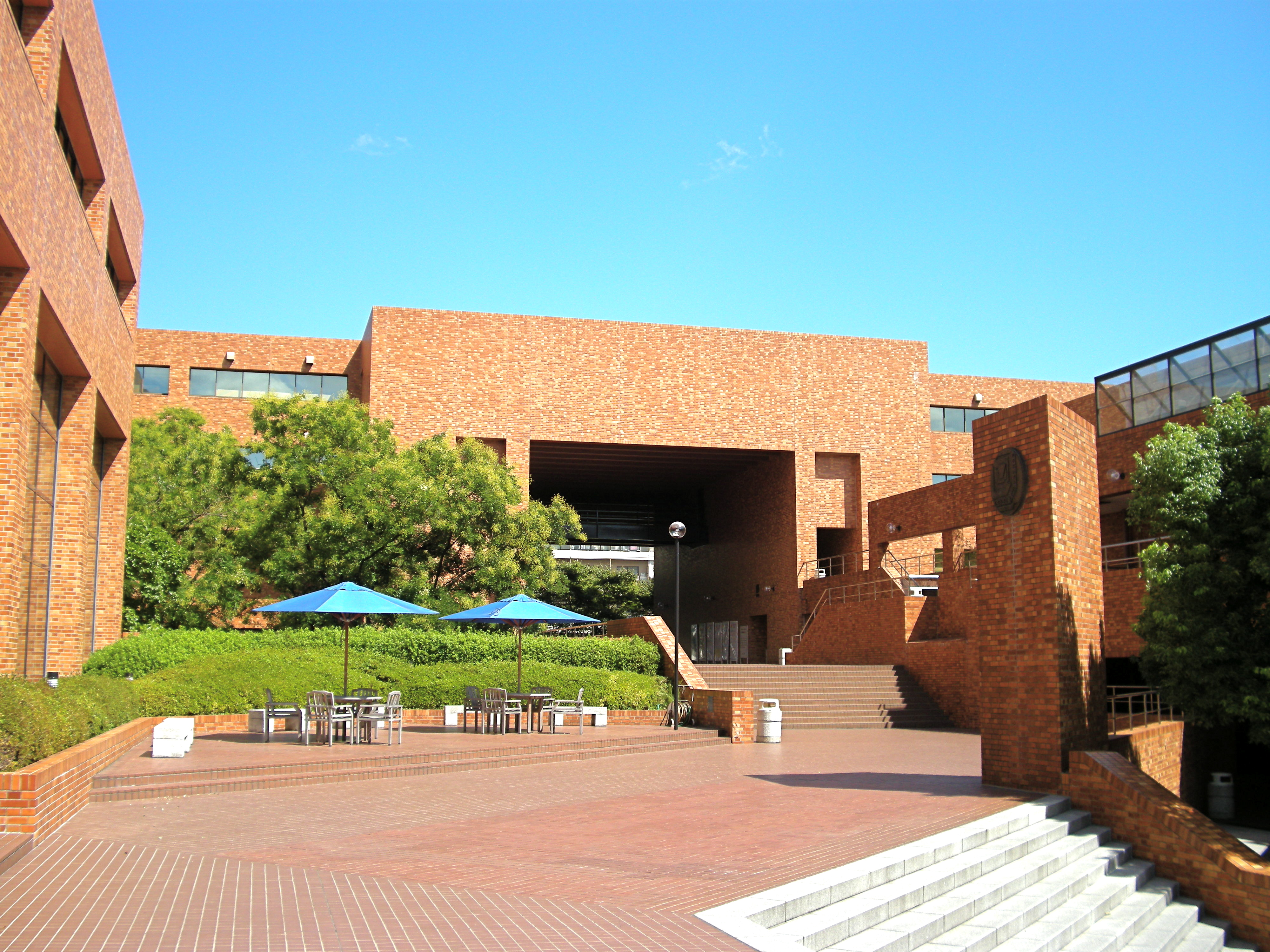
大学構内の様子

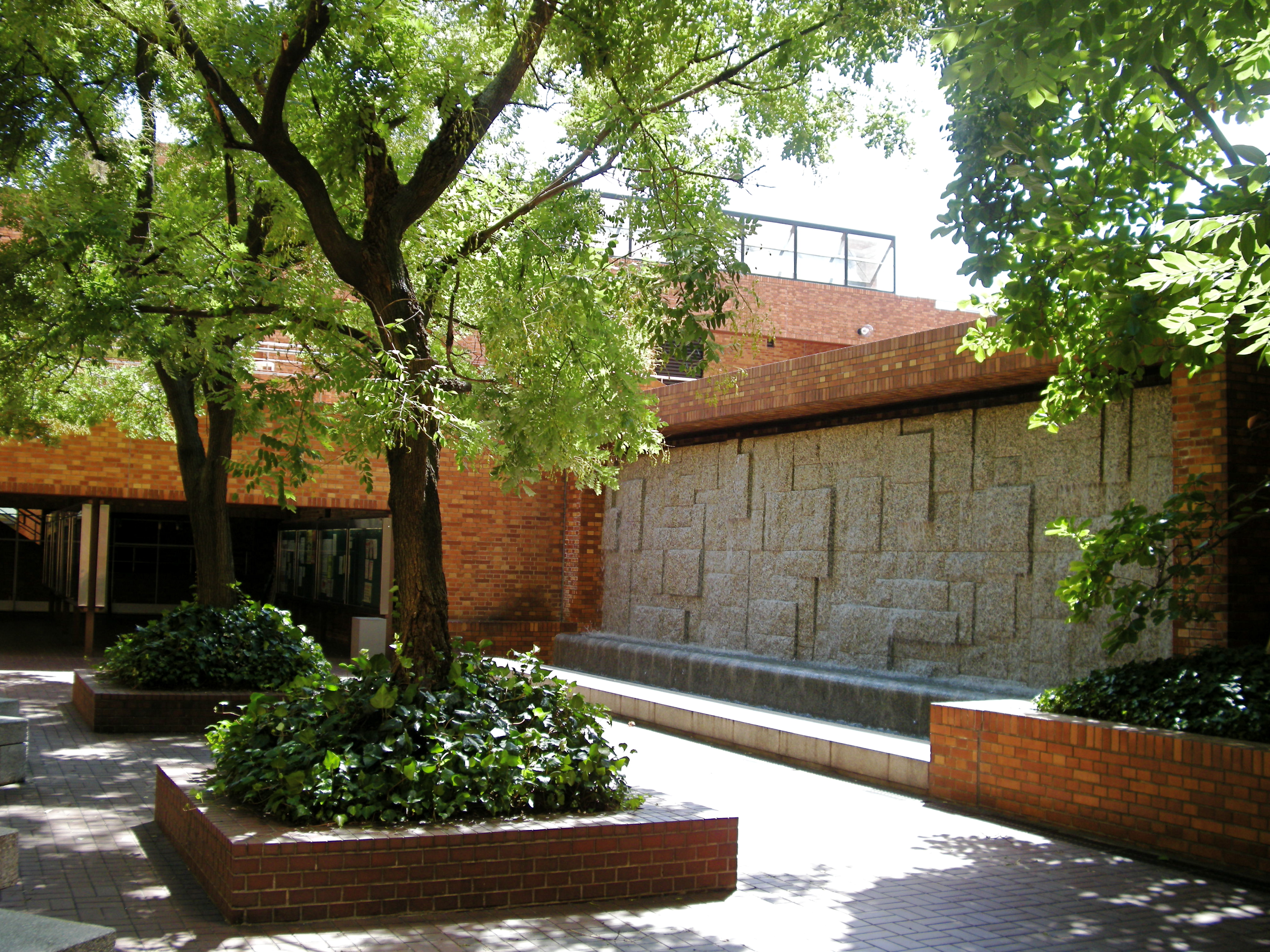
カフェテリア前広場の滝

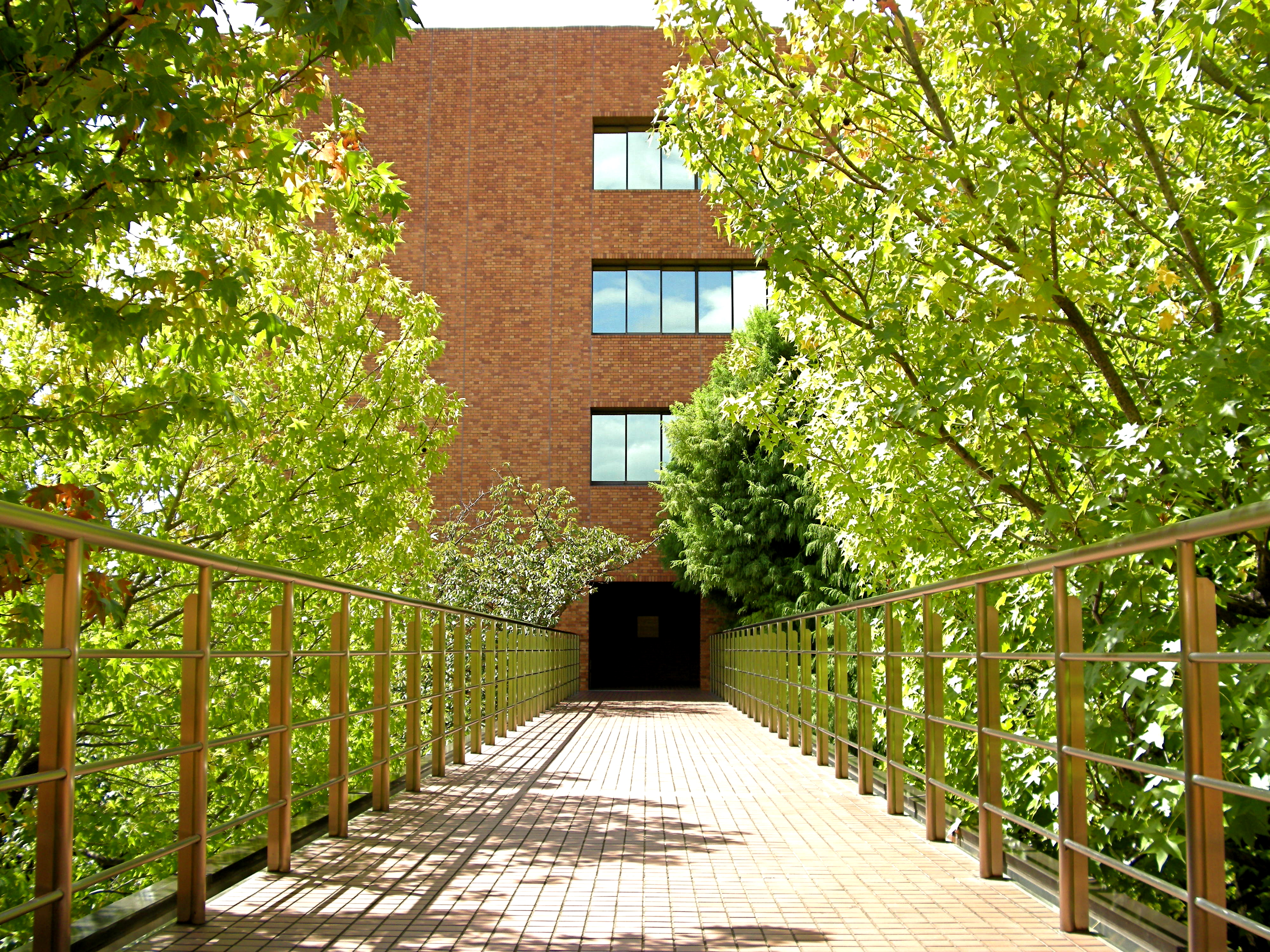
17号館へ続く通路

- 通信教育部 （2020年度以降の学生募集を停止）
  - 商学部商学科
    - 高等学校教諭一種・商業の教職課程が認可されている。
    - また、グループ校の関西経理専門学校には、本学通信教育課程との併修で大卒資格取得や通学課程編入学を目指すコースが設置されている。
    - 教員免許状取得等以外にも、生涯学習の目的で様々な年齢層の学生が在籍している。
    - 4年の最短修業年限で卒業した場合の授業料等大学納付金総額は約34万円（卒業に必要な最低限のスクーリング受講料等も含む）と、学費の安い大学通信教育の中でも学費が最も安い部類に入る。（参考；放送大学で約70万円[1]、慶應義塾大学で約61万円[2]）

## 研究科
- 法学研究科
  - 企業・自治体法務専攻
- 商学研究科
  - 商学専攻
- 経済学研究科
  - 経済学専攻
- 国際学研究科
  - 国際学専攻
- コンピュータサイエンス研究科
  - コンピュータサイエンス専攻（修士課程のみ）

※過去に法務研究科法務専攻（専門職学位課程）が設置されていたが、平成25年度を以って学生募集を停止した。

## 付属機関
- ホスピタリティインダストリー研究所
- 大阪学院大学法学会
- 国際センター
- キャリアセンター
- キャリアデザインルーム
- エクステンションセンター
- ラーニングセンター
- 学生相談センター

## 施設

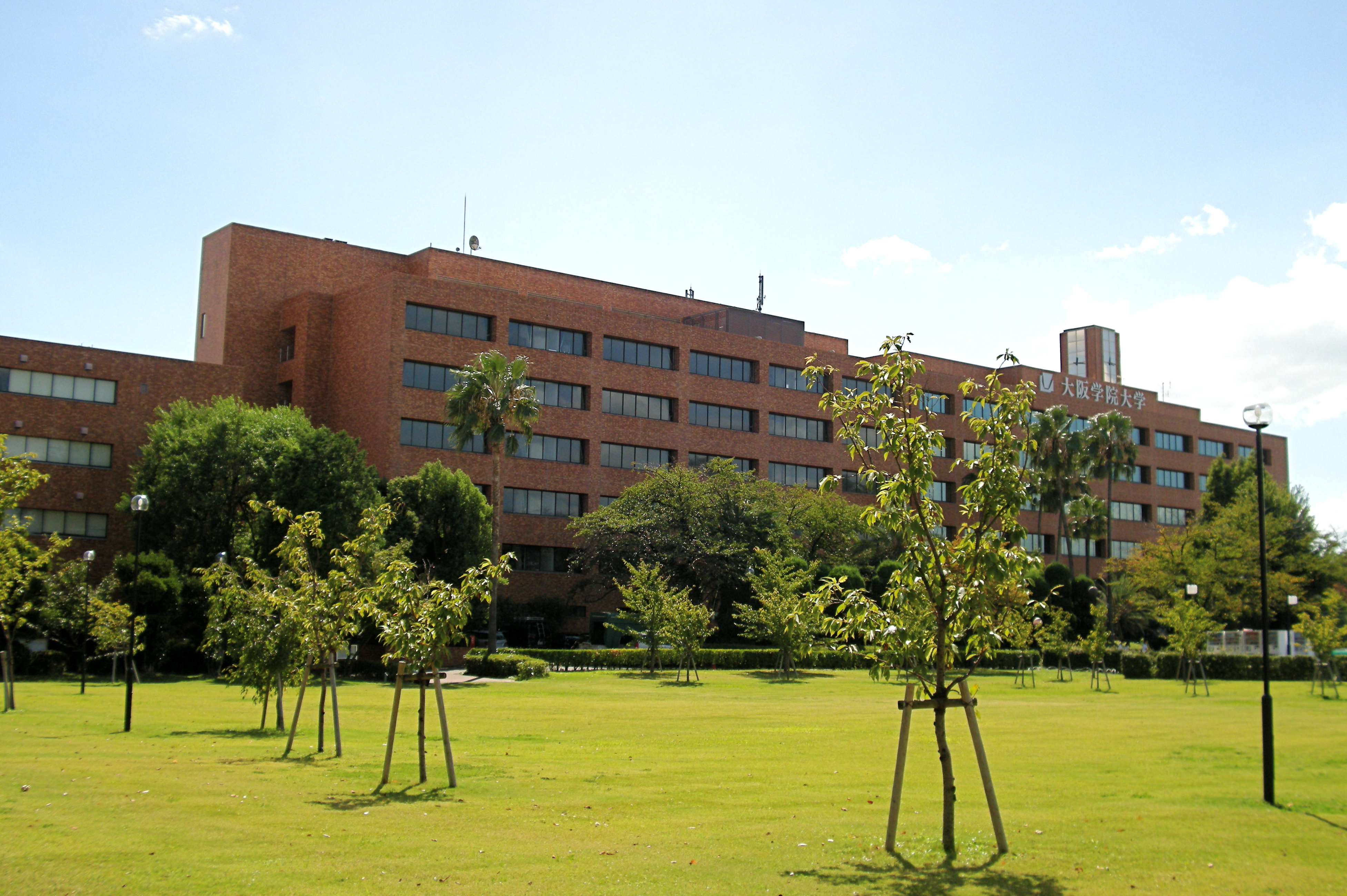
OGU広場

### キャンパス
キャンパス内の環境整備では､日本造園学会賞などの受賞があげられる。また、リクルート社の学生アンケートで「魅力的な大学校舎」第1位に選ばれた。 
キャンパス内には紀伊國屋書店が書店・購買部として出店している。
- MELOP - マルチメディア施設。
- I-Chat Lounge - 学生がキャンパスにいながら海外を体験できる施設。
- 白井記念大阪学院図書館 - 100万冊以上蔵書数を誇る大学図書館。
  - 山一證券経済研究所 - かつて存在した大手証券会社、山一證券の子会社が収集・管理していた資料の一部が同図書館に移され、保管されている。
- ブックセンター（紀伊國屋書店） - 書店、購買部。
- 学院島臨海研修所 - 岡山県笠岡市沖にある研修用の島。
- 千里山グラウンド
- 千里山セミナーハウス
  - 千里山の施設は大阪証券業協会の施設であったもの。
- le soleil - トレーニングセンター。
- 学生食堂
  - 人類みな麺類
  - キャンパス・フード・サービス
  - K.M.36 BANCHI - カフェテリア
  - OGU cafe' - カフェテリア
  - ヤマザキYショップ - コンビニエンスストア（飲食スペース有り）
  - SAINT ETOILE（サンエトワール）

## 学生生活
- 大学祭
  - 岸辺祭
- スポーツ

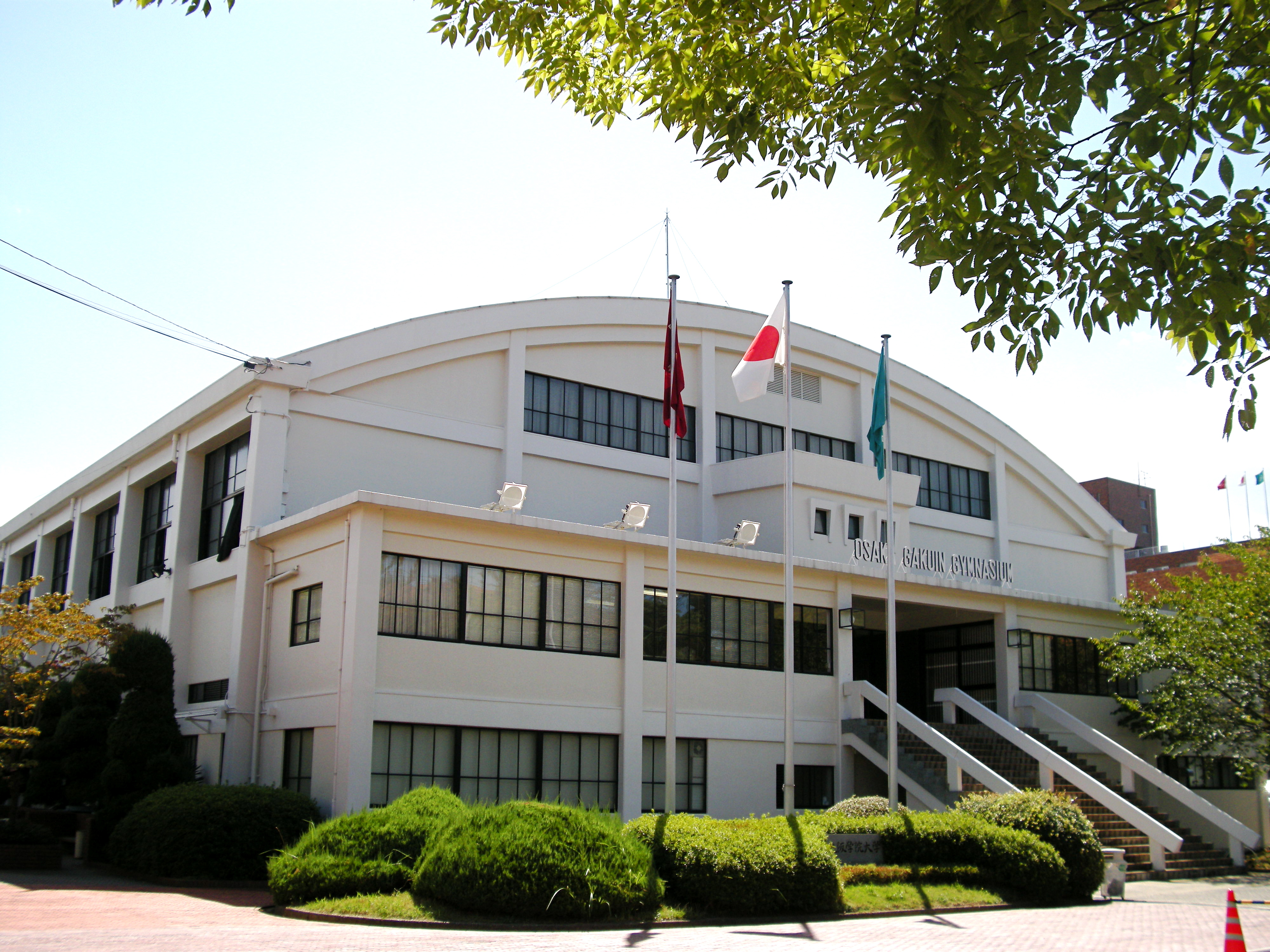
大阪学院大学体育館

  - ユニバーシティクラブ - サッカー部、ゴルフ部、バスケットボール部、硬式野球部、アメリカンフットボール部、バレーボール部、陸上競技部、ラグビー部、チアリーダー部、吹奏楽部は大学を代表するクラブとして強化クラブに指定している。
  - 　陸上競技部は、シドニー五輪女子マラソンで日本初の金メダルを獲得した高橋尚子（ファイテン）を輩出している。また、OB・OG会「陸友会」が現役部員の支援活動を行っている。
  - 大阪学院大学硬式野球部は関西六大学野球連盟に加盟している。
  - アメリカンフットボール部のチーム名は大阪学院大学ブルーフェニックスという。
- 学生寮（委託）
  - 金子奨学会学生寮 - 大阪府摂津市学園町にある男子専用寮。
  - パーク・レジデンス - 大阪府茨木市紫明園にある女子専用寮。
  - ヒル・コート - 大阪府摂津市千里丘にある女子専用寮。

## クラブ・サークル（2025年4月現在）

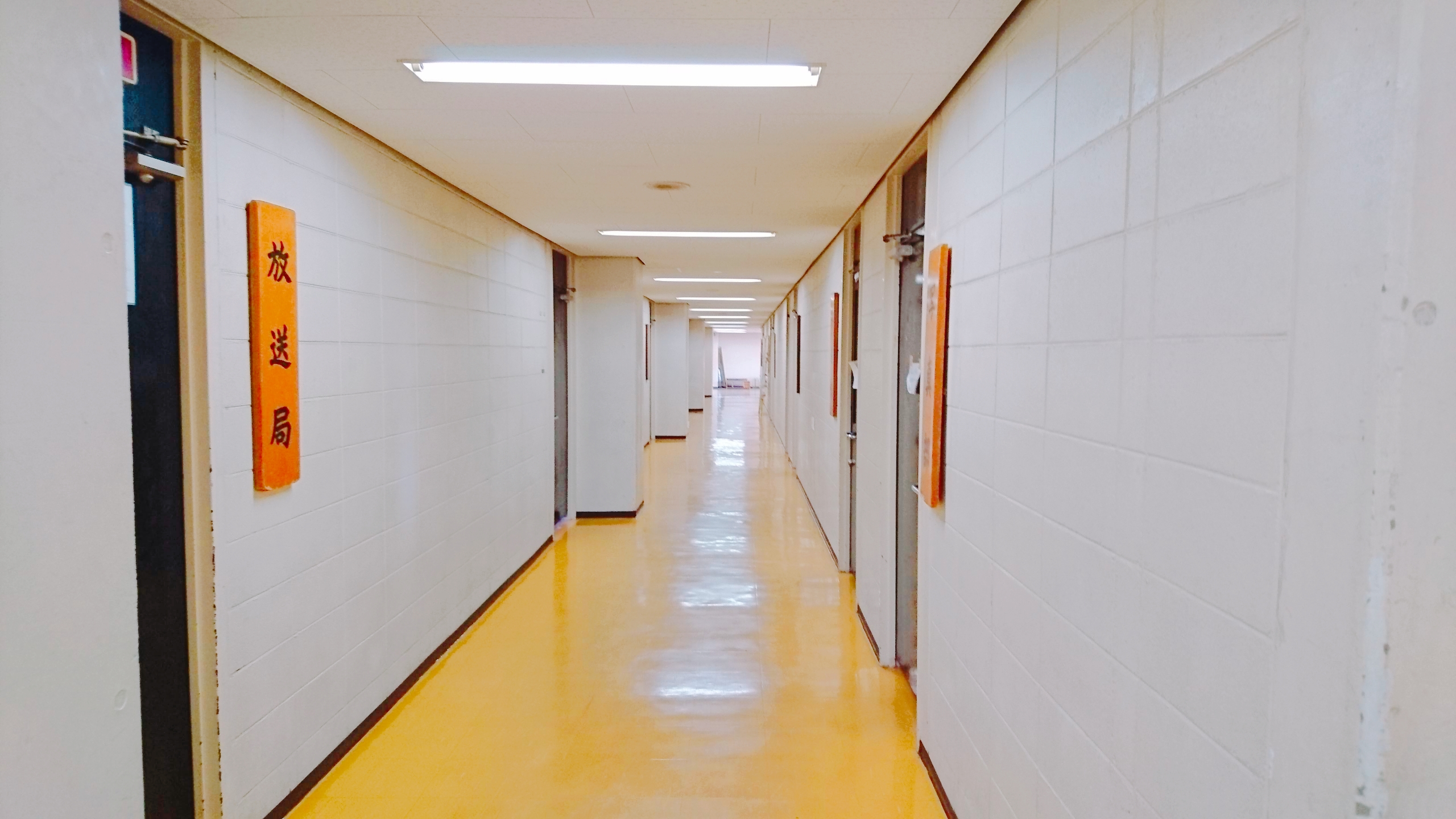
大阪学院大学 12号館S棟4階（各部室）

### APPLAUSE
新入生に向けて、学友会中央執行委員会が作成した新入生のための学生生活応援マガジン「APPLAUSE」である。
APPLAUSE 2021
https://www.osaka-gu.ac.jp/news/2021/04/pdf/applause.pdf
APPLAUSE 2020
https://www.ogu.ac.jp/news/2020/04/pdf/applause.pdf

### 学生自治組織
- 学友会 中央執行委員会
- 体育会本部
- 文化会本部

### クラブ
- ユニバーシティクラブ
  - ユニバーシティクラブとは、課外活動を通して優れた人材の育成と、本学のより一層の活性化を図るために、大学の代表として指定されている強化クラブである。
    - 硬式野球部
    - ゴルフ部
    - 陸上競技部
    - アメリカンフットボール部
    - バレーボール部
    - バスケットボール部
    - サッカー部
    - ラグビー部
    - チアリーダー部
    - 吹奏楽部
- 独立クラブ 
  - 混声合唱団　ChorKreis
  - 放送局(休部中)
  - 新聞会(休部中)（学生新聞発行）
  - リーダー部(休部中)
- 体育会クラブ
  - 空手道部
  - 剣道部
  - 硬式庭球部
  - 柔道部
  - ソフトテニス部(休部中)
  - 卓球部
  - ダンス部 Green Apple
  - 軟式野球部
  - 日本拳法部
  - ハンドボール部
  - バドミントン部(休部中)
  - 釣部(休部中)
  - 合氣道部(休部中)
  - 弓道部(休部中)
  - 少林寺拳法部(休部中)
  - 水泳部(休部中)
  - スキー競技部(休部中)
  - ユースホステル部(休部中)
  - ラクロス部(休部中)
  - フェンシング部(休部中)
  - アイスホッケー部(休部中)
- 文化会クラブ 
  - アメリカ民謡研究部
  - 会計学研究会
  - 考古学研究会
  - 茶道部
  - 写真部
  - フリーアート部
  - ボランティア部
  - 立体造型研究部
  - 法律学研究会
  - 軽音楽部(休部中)
  - 演劇部(休部中)
  - 文学研究会(休部中)（小説執筆＆TRPG）
  - 経営研究会(休部中)（経営や経済に関する研究と学生交流）
  - 親税会(休部中)（税理士を目指す学生の勉強会と税に関する研究）
  - E.S.S.(休部中)（英会話と英語勉強と学生交流）
  - 易学研究会(休部中)（タロットや手相占いと占いに関する活動）
  - 企業診断研究会(休部中)（企業研究を通して、学生交流と発表）
  - 書道部(休部中)
  - 心理学研究会(休部中)（心理学を通じた交流会と勉強と論文発表）
  - 箏曲部(休部中)（お琴を使った演奏会）
  - 落語寄席研究部(休部中)（落語や漫才やコントといった活動とお笑い大好きの交流）
- 文化会（廃部と名称変更）
  - 珠算研究会（1995年～2000年の間に廃部）
  - 囲碁将棋部（1990年～1995年の間に廃部）
  - 哲学研究会（廃部）
  - ギター部（廃部）
  - 美術部（2008年に立体造型研究部に名称変更）
  - まんがくらぶ（フリーアート部に名称変更）
  - 文芸同人会（まんがくらぶ創部時に文学研究会に名称変更）

### サークル
- スポーツサークル
  - ダイビングサークル　Sea Crews
  - バドミントンサークル　COMPASS
  - サバイバルゲームサークル
  - バスケットボールサークル BB
  - バミトンとん（バドミントン）
  - Stupid（バレーボール）
  - Vally（バレーボール）
  - スポーツサークル
- 音楽・学術サークル
  - 哲学研究会
  - アカペラサークル｢brillante」
  - 現代視覚文化研究会（オタク活動）
  - 大阪学院大学 鉄道研究会
  - ファンタジーギーク（3Dプリンター制作）
  - ライチ（英語勉強とゲームを使った交流）
  - OGUプレゼンサークル
  - OGUシネマ（映画鑑賞）
  - ガチャガチャサークル（ガチャポン収集と交流）
- イベントサークル
  - SDGsサークルFOX（学内活動サークル）
  - Club KC (Kokusai Center)　（国際交流）
  - ボランティアサークル「チーム・マナー」
  - 大阪学院大学ローターアクトクラブ（社会奉仕活動）

## 対外関係

### 他大学との協定

#### 海外の協定校 OGU GLOBAL NETWORK
- イギリス
  - ケンブリッジ大学クイーンズカレッジ
- アメリカ合衆国
  - セント・トーマス大学
  - カリフォルニア大学ロサンゼルス校
  - カリフォルニア州立大学ロングビーチ校
  - ダウリング大学
  - ミシシッピ大学
  - ハワイ・パシフィック大学
  - ハワイ大学マノア校
  - ハワイ大学カピオラニ・コミュニティーカレッジ
- メキシコ
  - セティス大学
- フィンランド
  - ハーガヘリア大学
  - ラウレア応用科学大学
- アイスランド
  - アイスランド大学
- フランス
  - パリ第9大学 （ドフィーヌ）
  - オルレアン大学
- ドイツ
  - バイロイト大学
  - トリアー大学
  - マインツ大学
- オーストリア
  - クーフシュタイン・チロル専門大学
- オランダ
  - HZ応用科学大学
- スウェーデン
  - イエブレ大学
  - ヴェクショー大学
- リトアニア
  - ヴィリニュス大学
- 南アフリカ共和国
  - ネルソンマンデラメトロポリタン大学
- オーストラリア
  - サンシャインコースト大学
- ニュージーランド
  - ワイカト大学
- 中華人民共和国
  - 復旦大学
  - 西南政法大学
  - 大連工業大学
- 台湾
  - 文藻外語学院
  - 南台科技大学
  - プロビデンス大学
- 大韓民国
  - 順天郷大学校
  - 培材大学校
- タイ王国
  - バンコク大学
- フィリピン
  - サンカルロス大学

#### 国内の協定校
- - 神戸親和大学通信教育部
  - 大学コンソーシアム大阪
  - 関西社会人大学院連合
  - 放送大学[3]

## 大学関係者と出身者
- 大阪学院大学の人物一覧

## 大学の組織

### 総長
大阪学院大学における「総長」とは、大阪学院大学の学長と、学校法人の理事長を兼ねており、大阪学院大学内で学長や理事長といった呼称は使用されない。

### 校友会
校友会(こうゆうかい)は、大阪学院大学・大阪学院短期大学の卒業生による同窓組織。本部および、滋賀、京都、奈良、徳島、岡山、広島、関東に支部を持つ。

### 大阪学院フェニックス倶楽部
企業経営に携わる卒業生の交流の場を創出し、それぞれの企業発展、また母校の発展に寄与することを目的に、平成21年に発足。伊丹産業株式会社の代表取締役社長、北嶋一郎を発起人として設立された。

## 併設校
- 大阪学院短期大学
- 大阪学院大学高等学校
- AST College（下記の専門学校3校の総称）
  - 関西経理専門学校
  - 関西医科専門学校